# Kelly Tolhurst
Pour les articles homonymes, voir Tolhurst.
Kelly Jane Tolhurst, née le 23 août 1978, est une femme politique britannique, membre du Parti conservateur.
Elle est députée pour Rochester and Strood de 2015 à 2024.

## Biographie
Elle est née à Rochester, fille d'un constructeur de navires, Morris Tolhurst. Elle fait ses études à l'école du Chapitre. Depuis 2008, elle monte une entreprise appelée Tolhurst Associates, avec son père, dans le marketing.

## Carrière politique
Elle est élue pour Rochester West ward au Medway Council en 2011 et reste conseillère jusqu'en 2018 quand elle démissionne. À l'élection partielle qui suit en mars 2018, le siège est pris par Alex Paterson,. Elle est sélectionnée pour l'Élection partielle de Rochester and Strood de 2014 qui est déclenchée par la défection de Mark Reckless du UKIP. Elle perd l'élection partielle tenue le 20 novembre 2014, mais regagne le siège pour les Conservateurs en 2015 six mois plus tard, et est réélue en 2017.
Elle siège dans la commission sur l'entreprise, l'énergie et au Comité de stratégie industrielle européenne, au comité de l'innovation et des compétences. Elle est nommée whip adjoint du gouvernement lors du remaniement ministériel du 9 janvier 2018.
Kelly Tolhurst fait campagne pour rester dans l'Union Européenne avant le Référendum sur l'appartenance du Royaume-Uni à l'Union européenne.
De 2018 à 2021, elle sert en tant que Sous-secrétaire d'État parlementaire au sein des départements des Affaires, des Transports et du Logement. Elle est Ministre d'État à l'École et à l'Enfance du 7 septembre au 28 octobre 2022 dans le gouvernement Truss.
Elle est une ancienne conseillère municipale de la ville de Rochester au Medway Council.